# Volume (émission de télévision)
Pour les articles homonymes, voir Volume (homonymie).
Volume est une émission de télévision documentaire éclectique française, en 26 épisodes, diffusée du 26 mars 1970 au 31 mars 1972 sur la première chaîne de l'ORTF et présentée par Marc Gilbert.

## Épisodes
- 26 mars 1970 : L'espace 
  - avec Jean-François Revel, François de Closets et Albert Ducrocq
- 23 avril 1970 : L'ordinateur dans la vie quotidienne
- 28 mai 1970 : L'homme et les jeux
- 25 juin 1970 : La photographie dans le monde moderne 
  - avec Pierre Bourdieu et Just Jaeckin
- 23 juillet 1970 : L'espionnage industriel
- 31 août 1970 : Les encyclopédies
- 29 septembre 1970 : Le théâtre d'aujourd'hui 
  - avec Laurent Terzieff et Jean-Louis Barrault
- 22 octobre 1970 : Biologie et philosophie 
  - avec Jacques Monod et Jean-Marie Domenach
- 26 novembre 1970 : Connaitre le futur ou la prospective 
  - avec Sempé, Bertrand de Jouvenel et Edgar Faure
- 28 janvier 1971 : L'enfance et la bande dessinée 
  - avec Jean-Michel Charlier, Joseph Gillain, André Franquin, Jean Graton, Moebius
- 25 février 1971 : Le mythe du cancre
- 25 mars 1971 : Le médecin de famille
- 29 avril 1971 : L'homme et l'animal
- 27 mai 1971 : Le son[1]
- 23 juin 1971 : L'Orientalisme et Paris
- 22 juillet 1971 : Guides pour l'évasion : les fossiles
- 26 août 1971 : L'aviation
- 30 septembre 1971 : Handicap 
  - avec Gilbert Montagné et José Artur
- 28 octobre 1971 : Le fantastique
  - avec Philippe Druillet et Jacques Kerchache
- 26 novembre 1971 : Le temps du gadget
  - avec Paul-Loup Sulitzer, Jacques Carelman et Jacques Tati
- 31 mars 1972 : La maison du potier